# Olivier Thiébaut
Pour les articles homonymes, voir Thiebaud, Thiébault, Thiébaut (homonymie).
Olivier Thiébaut, né le 21 septembre 1963 à Cherbourg, est un écrivain et illustrateur français.

## Biographie
Après une formation de relieur et des études, entre 1985 et 1987, à l'École Régionale des Beaux-Arts de Caen où il obtient une licence de cinéma, il se lance dans la réalisation d’affiches, de décors de théâtre et de cinéma, et travaille comme scénariste à la télévision. Il commence à publier en 1993.
Il publie son 20e livre en 2019.

## Engagement politique
En 2012, il soutient Jean-Luc Mélenchon, candidat du Front de gauche à l'élection présidentielle.

## Œuvre

### Romans policiers
- Enquête d’un père, éd. Après la Lune, coll. Lunes Blafardes, 2006 ;
- L’un seul, éd. Lignes noires, 2000 ;
- J’irai revoir mon Cotentin, Éditions Baleine, coll. Tourisme et Polar, 1998 ;
- Les Pieds de la dame aux clebs, Éditions Baleine, coll. Le Poulpe, no 15, 1996 ;
- Larmes de fond, Éditions Baleine, coll. Instantanés de Polar, no 5, 1995 ;
- L’Enfant de cœur, Gallimard, coll. Série noire no 2392, 1993.

### Nouvelles
- Braquage à poules, Éditions Baleine, les 7 familles du polar, 2000 ;

### Ouvrages jeunesse
Auteur
- À feu et à sang, Syros, coll. Souris noire, 1996 puis 2000, illustré par Lewis Trondheim ;
- Frères de sang, Syros, coll. Souris Noire, 1998 ;

Illustrateur
- Un poème en pleine ville de Catherine Leblanc, éd. Sarbacane, 2008 ;
- Viens, on va chercher un poème de Catherine Leblanc, éd. Sarbacane, 2008 ;
- Tiroirs secrets de M Xabi. En collaboration avec Xabi Molia. éd. Sarbacane, 2008 ;
- L’Invention des oiseaux à plumes de M. Xabi, éd. Sarbacane, 2008.
- Un rêve sans faim, texte de François David, Møtus, 2012

### Autres écrits
- bonjour aux promeneurs ! : sur les chemins de l'art brut…, Éditions Alternatives, 1996, avec des photographies de l'auteur.